# 타나비 EC
타나비 이스포르치 클루비(Tanabi Esporte Clube)는 브라질의 축구단으로 상파울루주의 타나비를 연고로 한다.

## 우승 기록
- 캄페오나투 파울리스타 세리에 A3
  - 1956

## 경기장
타나비는 흔히 아우베르탕이라고 불리는 이스타지우 아우베르투 빅툴루에서 홈경기를 한다.